# Bogdan Bartołd
Bogdan Bartołd (ur. 1960) – polski duchowny rzymskokatolicki.

## Życiorys
Urodził się w 1960. Pochodzi z Pruszkowa. Po otrzymaniu święceń kapłańskich został duchownym rzymskokatolickim. Posługiwał pod Mińskiem Mazowieckim, w parafii na wojskowych Powązkach w Warszawie. Od 1993 był księdzem w kościele akademickim Św. Anny w Warszawie, a od 1998 pełnił tam stanowisko rektora do 29 czerwca 2008. Równolegle od 1998 do 2008 był przewodnikiem Warszawskiej Akademickiej Pielgrzymki Metropolitalnej. W czerwcu 2008 został powołany na urząd proboszcza Parafii Archikatedralnej św. Jana Chrzciciela w Warszawie. Został także dziekanem Dekanatu Staromiejskiego w Warszawie.

## Odznaczenia
- W 2006 odznaczony Orderem Prymasowskim „Ecclesiae populoque servitium praestanti”[5].
- Postanowieniem prezydenta RP Andrzeja Dudy z 21 października 2016 Krzyżem Oficerskim Orderu Odrodzenia Polski za wybitne zasługi w propagowaniu postaw patriotycznych w polskim społeczeństwie, za osiągnięcia w pracy duszpasterskiej[6][7].
- Medal Stulecia Odzyskanej Niepodległości (2023)[8]
- Nagroda Miasta Stołecznego Warszawy (2012)[9]